# Adventure Island III
Adventure Island III (яп. 高橋名人の冒険島III Takahashi Meijin no Bouken Jima III) — видеоигра в жанре экшен-платформер из серии Adventure Island, разработанная и выпущенная компанией Hudson эксклюзивно для игровой приставки NES. Вышла на японском рынке 31 июля 1992 года и на североамериканском — в сентябре 1992 года. Стала пятой из семи игр серии.
Как и предыдущие игры серии, вышедшие на NES — Adventure Island и Adventure Island II, является двухмерным платформером. В плане геймплея очень похожа на Adventure Island II.

## Сюжет
Подружка главного героя — Мастера Хиггинса, была похищена инопланетянами и наш герой отправляется на её поиски. На протяжении множества уровней ему придётся перебираться с острова на остров (на каждом из которых свои особенности ландшафта, например пустыни или облака), в погоне за летающей тарелкой. Каждый раз судно пришельцев будет ускользать у героя из под носа, оставляя после себя монстров в качестве боссов. Пути можно сокращать или выбирать более удобный для себя маршрут, что придаёт игре нелинейность. Финальная битва проходит на Острове Вулканов, в жерле кратера.

## Геймплей и нововведения
Как и в предыдущих частях, игрок управляет Мастером Хиггинсом — полноватым островитянином в бейсболке и юбке из листьев. На уровнях необходимо собирать ягоды, фрукты и овощи, а также молоко, шашлык, цветок или джойстик NES, восполняющие шкалу «времени», которая тратится независимо от того, получал урон игрок или нет. Но даже несмотря на это, столкновение с врагом означает мгновенную потерю жизни. Помимо фруктов, на уровнях также раскиданы большие яйца, в которых находятся разные предметы —  «ездовые» динозавры, ключи, ведущие в бонусный этап, молоко, цветок и предметы оружия (томагавк и бумеранг). Яйца могут быть невидимыми, но если использовать оружие или атаку динозавров, можно понять, в каком месте яйцо находится. Сделать его видимым необходимо прыжком с того места, где скрывается яйцо. Также яйца падают, если убить ворону. В самих яйцах также иногда попадаются: пчела (из логотипа Hudson Soft), позволяющая в течение 8 секунд быть абсолютно неуязвимым; пиявка, похожая на фиолетовый баклажан, которая на 8 секунд притягивается к герою и тратит его шкалу времени с удвоенной скоростью; часы, которые на 8 секунд останавливают всех врагов, включая костры и падающие с пальм кокосы.
Игра основана на движке предыдущей части, поэтому сильно на неё похожа как внешне, так и по геймплею. Некоторые звуки и музыка были взяты из приквела. Названия уровней на карте, в отличие от предыдущей части, не подписаны. Однако, добавлены новые (корабль, пирамида, скелет динозавра, водопад, джунгли).
Игрок теперь может лечь, нажав кнопку вниз, это поможет уклониться от атак и стрелять из бумеранга во врагов, которые ниже Хиггинса по росту и в камни. Счётчик жизней двухзначный – теперь можно собрать более 9 жизней. С правой стороны появился счётчик фруктов. Собрав 100 фруктов по ходу игры, игрок получает 1 экстра-жизнь, также она добавляется за каждые 20000 очков (за один фрукт прибавляется 1 столбик энергии, за молоко, шашлык, цветок или джойстик –полная шкала). Жизни также скрываются в яйцах на бонусных уровнях или в камнях.
Появилось новое оружие, сильнее, чем томагавк, но слегка менее удобное — это бумеранг. Когда игрок кидает его вперёд, бумеранг возвращается назад, сделав петлю наверх, тем самым во время полёта он может поразить несколько врагов разом. Уничтожает камни и врагов которые убиваются с двух попаданий. Также его можно запускать вверх, убивая врагов, расположенных на уровень выше (на пальмовые кокосы не распространяется).
В игру также добавлен такой предмет, как кристалл, его можно выбрать только в инвентаре. Кристалл возможно получить двумя способами: собрать все фрукты на бонусных уровнях с волнами или пружинами или в одной из пещер или водопада найти потайной ход и забрать его там. Кристалл защищает игрока от одного удара.
Также в игру добавлен новый Трёхрогий динозавр. В отличие от предыдущей части, в битвах с боссом стало возможным сражаться верхом на динозавре-спутнике, не слезая с него.

### Динозавры-спутники
В игре присутствует 5 динозавров-спутников. Каждый обозначен картой с определенным символом, ниже приведено описание:
| Карта    | Динозавр           | Особенности                                                                                          |
| -------- | ------------------ | --- |
| Пики ♠   | Красный динозавр   | Дышит огнём, способен плавать в лаве                                                                 |
| Червы ♥  | Синий динозавр     | Стреляет звёздами из хвоста, не скользит по льду                                                     |
| Трефы ♣  | Летающий динозавр  | Перемещает героя по воздуху, сбрасывает камни вниз                                                   |
| Бубны ♦  | Водный динозавр    | Нет своей атаки, быстро плавает, единственный из всех динозавров, который способен находиться в воде |
| Звезда ★ | Трёхрогий динозавр | Атакует вращением непосредственно при соприкосновении с врагом, не тонет в зыбучих песках            |